# Digonocryptus varipes
Digonocryptus varipes är en stekelart som först beskrevs av Brulle 1846.  Digonocryptus varipes ingår i släktet Digonocryptus och familjen brokparasitsteklar. Inga underarter finns listade i Catalogue of Life.